# Sterling (Kansas)
Pour les articles homonymes, voir Sterling.
Sterling est une municipalité américaine située dans le comté de Rice au Kansas. Lors du recensement de 2010, sa population est de 2 328 habitants.

## Géograpihe
Sterling est située sur l'Arkansas, dans le centre du Kansas.
Selon le Bureau du recensement des États-Unis, la municipalité s'étend en 2010 sur une superficie de 1,71 mille carré (4,43 km2), dont 0,04 mille carré (0,1 km2) d'étendues d'eau.

## Histoire
La localité est fondée en 1871 sous le nom de Peace (« paix »),. Un bureau de poste ouvre sous ce nom l'année suivante. En 1876, la localité devient une municipalité, et adopte le nom de Sterling,. Ce nom, attribué jusqu'alors au township de la ville, honore le père de deux de ses premiers habitants : C. W. et J. H. D. Rosan (Sterling Rosan). Le bureau de poste change de nom en avril de la même année.
En 1887, une université affiliée à l'Église presbytérienne est fondée à Sterling : le Cooper Memorial College (renommé Sterling College (en) en 1920). Son bâtiment principal (Cooper Hall), datant de la même année est inscrit au Registre national des lieux historiques (NRHP).
Sont également inscrits au NRHP le bâtiment commerçant Shay (datant de la fin du XIXe siècle et du début du XXe siècle) et la bibliothèque Carnegie (construite en 1917 dans un style néo-Tudor).

## Démographie
Selon l'American Community Survey de 2018, la population de Sterling est blanche à 92 %, avec une petite minorité afro-américaine (4 %). 97 % de la population parle l'anglais à la maison.
Sterling a une population plus jeune que la moyenne nationale (avec un âge médian de 30,6 ans contre 37,9 ans aux États-Unis). La ville connaît cependant un taux de pauvreté de 23 %, supérieur de dix points à celui du pays.